# Forcipella
Forcipella là chi thực vật có hoa trong họ Acanthaceae.